# クイナモドキ科
クイナモドキ科（クイナモドキか、Mesitornithidae）は、鳥綱クイナモドキ目に分類される目。本科のみでクイナモドキ目を構成する。

## 分布
マダガスカル

## 形態
全長25 - 30センチメートル。換羽せずに伸び続け先端が粉末状になる羽毛のある場所（粉綿羽区）が、5対（10か所）ある。
上面の羽色は赤褐色や灰褐色で、下面の羽色は白や褐色。
クイナモドキ属の嘴は短く直線的で、メスアカクイナモドキ属の嘴はやや長く下方へ湾曲する。鎖骨（暢思骨）は退化し痕跡的で、飛翔力は発達しない。後肢は頑丈で、第1趾がある。趾の間には水かきがない。
卵は灰白色で、褐色の斑点が入る。雛は綿羽で被われた状態で、孵化する。

## 分類
以前はツル目に分類されていたが、系統関係は不明で本科のみでクイナモドキ目を構成する説もあった。2008年に発表された鳥綱169種の核DNAの分子系統推定では、ハト目と単系統群を形成するという解析結果が得られている。
以下の分類は、IOC World Bird List (v11.1)に従う。和名は山階(1986)に従う。英名はIOC World Bird List (v11.1)・百瀬(2001)に従う
- クイナモドキ属 Mesitornis
  - Mesitornis unicolor チャイロクイナモドキ Brown mesite　
  - Mesitornis variegatus ムナジロクイナモドキ White-breasted Mesite

- メスアカクイナモドキ属 Monias
  - Monias benschi メスアカクイナモドキ Subdesert mesite

## 生態
クリイロクイナモドキは湿潤林、ムナジロクイナモドキは乾燥林、メスアカクイナモドキは有刺植物のある乾燥した茂みに生息する。地表棲。ペアや小規模な群れを形成し生活する。
少なくともメスアカクイナモドキは昆虫、果実、種子などを食べる。
繁殖様式は卵生。低木の樹上に木の枝を組み合わせた巣を作り、1回に1 - 3個（主に1個）の卵を産む。

## 人間との関係
農地開発や森林伐採・野火による生息地の破壊、狩猟などにより、生息数は減少している。

## 画像

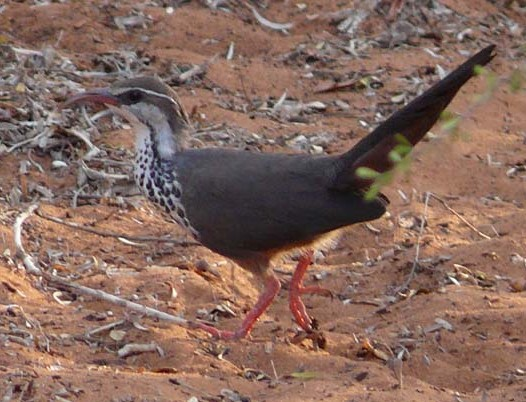
メスアカクイナモドキ Mo. benschi